# Хорватсько-норвезькі відносини
Хорватсько-норвезькі відносини (хорв. Hrvatsko-norveški odnosi, норв. Forholdet mellom Kroatia og Norge) — історичні і поточні двосторонні відносини між Хорватією та Норвегією.
Дипломатичні відносини між двома державами встановлено 20 лютого 1992 року. Хорватія має посольство в Осло. Норвегія має посольство у Загребі та почесне консульство в Рієці. В Норвегії також проживає невеличка хорватська діаспора.

## Подробиці
Обидві країни є повноправними членами Ради Європи та НАТО. Також Норвегія і Хорватія є членами СОТ та ВМО. Хорватія є членом ЄС, але не входить у Шенгенську зону, тоді як Норвегія не входить у ЄС, але тісно інтегрована в єдиний економічний ринок і є учасницею Шенгенської зони.
У січні 2014 р. біля хорватського узбережжя Адріатики норвезька компанія «Spectrum» виявила значні запаси газу й нафти.
Норвегія і Хорватія є провідними країнами в рамках Трастового фонду НАТО з військової кадрової політики. В рамках практичної допомоги НАТО Україні через фонди, створені після Уельського саміту НАТО 2014 року, вони фінансують створення системи переходу з військової кар’єри на цивільну.
Норвегія і Хорватія входять у міжнародну коаліцію на чолі зі США для боротьби проти «ІД»: Норвегія є серед тих 20 держав, які надають фінансове, розвідувальне та матеріально-технічне забезпечення дій коаліції, а Хорватія належить до кола тих країн, що здійснюють політичну підтримку боротьби.
Норвегія, як і Хорватія підписали Стамбульську конвенцію, але, станом на 07.03.2017, не ратифікували її.

## Транспорт
Croatia Airlines виконує сезонні рейси з Загреба до Осло (Гардермуен).
Norwegian Air Shuttle виконує сезонні рейси з Осло (Гардермуен) до Дубровника, Пули, Спліта і Задара.
Scandinavian Airlines виконує сезонні рейси з Осло (Гардермуен) до Дубровника та Пули.